# Octavio Ocampo
Octavio Ocampo (Celaya, 28 febbraio 1943) è un artista messicano.
Noto per le sue opere che presentano vari tipi di illusioni ottiche, tra cui la più celebre è quella realizzata per la copertina originale dell'album di Cher Heart of Stone.